# Шраговиц, Евгений Борисович
Евге́ний Бори́сович Шра́говиц (Eugene Shragowitz; род. 1935 г., Ленинград) — профессор компьютерной инженерии в Университете Миннесоты, Миннеаполис, США. Автор литературоведческих работ, в том числе о Булате Окуджаве.

## Биография
Родился Евгений Шраговиц в 1935 году в Ленинграде.
В 1958 году окончил Ленинградский электротехнический институт связи (СПбГУТ им. Бонч-Бруевича).
В 1971 году защитил диссертацию кандидата технических наук.
В 1977 году эмигрировал в США. Живёт в Миннеаполисе, является профессором Университета Миннесоты.
Автор многочисленных технических статей в области теории нелинейных цепей и автоматизации проектирования в микроэлектронике.
С 2011 года публикует литературоведческие работы в журналах «Вопросы литературы», «Новое литературное обозрение», «Нева», «Новый мир», «Звезда».

## Публикации
- Книга «Загадки творчества Булата Окуджавы (Глазами внимательного читателя)» — Санкт-Петербург: Алетейя, 2015. — ISBN 978-5-9905979-3-8
- Почему «Зимняя ночь» стала самым популярным произведением Пастернака? // Журнал «Семь искусств» // Номер 10 (79), октябрь 2016 года.
- Статьи в журнале «Семь искусств»[2]:
  - № 103 — «Два разных пиджака, или О чём Окуджава написал песню „Старый пиджак“»
  - № 99 — Перекличка Бродского с Оденом и Окуджавой в стихах о войне
  - № 96 — Пушкин и Лермонтов в стихах Окуджавы
  - № 79 — Почему «Зимняя ночь» стала самым популярным произведением Пастернака?
  - № 60 — Новая физика как источник образов в цикле Мандельштама «Восьмистишия»
  - № 57 — «Баллада о кембрийской глине» Александра Гинзбурга («Заметки внимательного читателя»)
- Статьи в журналах[3]:
  - Вопросы литературы № 6 за 2011 г. // Генезис «Батального полотна» Булата Окуджавы.
  - Звезда № 7 за 2011 г. // Перекличка трёх поэтов: Окуджава, Георгий Иванов, Тютчев.
  - Нева № 5 за 2012 г. // «Три жизни песни „Белорусский вокзал“»
  - НЛО № 115 за 2012 г. // О двух песнях Б. Окуджавы.
  - Вопросы литературы № 2 за 2013 г. // Два разных пиджака, Или о чём Окуджава написал песню «Старый пиджак».
  - Новый Мир № 12 за 2013 г. // Работа мозга и поэтический текст // Анализ поэтического текста на примере Булата Окуджавы.
  - Вопросы литературы № 1 за 2014 г. // Новая физика как источник образов в цикле Мандельштама «Восьмистишия».
  - Новый Журнал № 283 за 2016 г. // Парадокс. Загадка двух стихотворений Пастернака.